# Gorochowo (Kaliningrad)
Gorochowo (russisch Горохово, deutsch Sprittlauken) ist ein Ort in der russischen Oblast Kaliningrad. Er gehört zur kommunalen Selbstverwaltungseinheit Stadtkreis Gurjewsk im Rajon Gurjewsk.

## Geographische Lage
Gorchowo liegt 20 Kilometer nordöstlich der Stadt Kaliningrad (Königsberg) und ist über Matrossowo (Uggehnen) und Krasnopolje (Sperlings, vor 1993 russisch: Petrowka) zu erreichen. Eine Bahnanbindung besteht nicht mehr, seit die ehemalige Strecke der Königsberger Kleinbahn von Prawten (russisch: Lomossonowo) nach Schaaksvitte (Kaschirskoje) mit der Bahnstation Sudnicken (Pirogowo) außer Betrieb ist.

## Geschichte
Das bis 1946 Sprittlauken genannte Gutsdorf war ein Ortsteil der Gemeinde Sperlings (russisch: Petrowka, jetzt: Krasnopolje) und mit deren Geschichte aufs Engste verbunden. 1874 bis 1945 gehörte Sperlings mit Sprittlauken zum Amtsbezirk Sudnicken im Landkreis Königsberg (Preußen) (1939 bis 1945 Landkreis Samland) im Regierungsbezirk Königsberg der preußischen Provinz Ostpreußen.
1945 kam Sprittlauken mit dem nördlichen Ostpreußen zur Sowjetunion. Der Ort erhielt im Jahr 1947 die russische Bezeichnung Gorochowo und wurde gleichzeitig dem Dorfsowjet Nowoselski selski Sowet im Rajon Gurjewsk zugeordnet. Später gelangte der Ort in den Chrabrowski selski Sowet. Von 2008 bis 2013 gehörte Gorlowka zur Landgemeinde Chrabrowskoje selskoje posselenije und seither zum Stadtkreis Gurjewsk.

## Kirche
Vor 1945 war Sprittlauken aufgrund seiner mehrheitlich evangelischen Bevölkerung in das Kirchspiel Schaaken mit Pfarrsitz in Schemtschuschnoje (Kirche Schaaken) eingepfarrt. Es gehörte zum Kirchenkreis Königsberg-Land II in der Kirchenprovinz Ostpreußen der Kirche der Altpreußischen Union. Heute liegt Gorochowo im Einzugsgebiet der evangelisch-lutherischen Kirchengemeinde in Marschalskoje (Gallgarben), einer Filialgemeinde der Auferstehungskirche in Kaliningrad (Königsberg) innerhalb der Propstei Kaliningrad der Evangelisch-lutherischen Kirche Europäisches Russland (ELKER).